# Скурту-Славешти (Телеорман)
Скурту-Славешти (рум. Scurtu-Slăvești) насеље је у Румунији у округу Телеорман у општини Скурту Маре. Oпштина се налази на надморској висини од 132 m.

## Становништво
Према подацима из 2002. године у насељу је живело 355 становника, од којих су сви румунске националности.